# Intoxication par le cuivre

Principaux symptômes d'une intoxication par le cuivre

Wikipedia ne donne pas d'avis médical : seul un professionnel (médecin, pharmacien, etc.) est habilité à le faire.
 (février 2022).
La mise en forme du texte ne suit pas les recommandations de Wikipédia : il faut le « wikifier ».
Les points d'amélioration suivants sont les cas les plus fréquents. Le détail des points à revoir est peut-être précisé sur la page de discussion.
- Les titres sont pré-formatés par le logiciel. Ils ne sont ni en capitales, ni en gras.
- Le texte ne doit pas être écrit en capitales (les noms de famille non plus), ni en gras, ni en italique, ni en « petit »…
- Le gras n'est utilisé que pour surligner le titre de l'article dans l'introduction, une seule fois.
- L'italique est rarement utilisé : mots en langue étrangère, titres d'œuvres, noms de bateaux, etc.
- Les citations ne sont pas en italique mais en corps de texte normal. Elles sont entourées par des guillemets français : « et ».
- Les listes à puces sont à éviter, des paragraphes rédigés étant largement préférés. Les tableaux sont à réserver à la présentation de données structurées (résultats, etc.).
- Les appels de note de bas de page (petits chiffres en exposant, introduits par l'outil «  Source ») sont à placer entre la fin de phrase et le point final[comme ça].
- Les liens internes (vers d'autres articles de Wikipédia) sont à choisir avec parcimonie. Créez des liens vers des articles approfondissant le sujet. Les termes génériques sans rapport avec le sujet sont à éviter, ainsi que les répétitions de liens vers un même terme.
- Les liens externes sont à placer uniquement dans une section « Liens externes », à la fin de l'article. Ces liens sont à choisir avec parcimonie suivant les règles définies. Si un lien sert de source à l'article, son insertion dans le texte est à faire par les notes de bas de page.
- La présentation des références doit suivre les conventions bibliographiques. Il est recommandé d'utiliser les modèles {{Ouvrage}}, {{Chapitre}}, {{Article}}, {{Lien web}} et/ou {{Bibliographie}}. Le mode d'édition visuel peut mettre en forme automatiquement les références.
- Insérer une infobox (cadre d'informations à droite) n'est pas obligatoire pour parachever la mise en page.

Pour une aide détaillée, merci de consulter Aide:Wikification.
Si vous pensez que ces points ont été résolus, vous pouvez retirer ce bandeau et améliorer la mise en forme d'un autre article.
L'intoxication par le cuivre est un type d'empoisonnement aux métaux causé par un excès de cuivre dans l'organisme. Cette toxicité peut résulter de la consommation d'aliments acides cuits dans des ustensiles de cuisine en cuivre non revêtus, d'un stérilet, de l'exposition à un excès de cuivre dans l'eau potable et d'autres sources environnementales, ou de la maladie de Wilson.

## Signes et symptômes
Les symptômes aigus de l'empoisonnement au cuivre par ingestion comprennent les vomissements, l'hématémèse (vomissements de sang), l'hypotension (pression artérielle basse), le méléna (selles noires « goudronneuses »), le coma, la jaunisse (pigmentation jaunâtre de la peau) et les troubles gastro-intestinaux. L'anémie hémolytique résultant du traitement des brûlures avec des composés de cuivre est un symptôme peu fréquent.
L'exposition chronique (à long terme) au cuivre peut endommager le foie et les reins. Les mammifères ont des mécanismes efficaces pour réguler les réserves de cuivre de sorte qu'ils sont généralement protégés des niveaux excessifs de cuivre alimentaire,.
Ces mêmes mécanismes de protection peuvent provoquer des symptômes plus légers, souvent diagnostiqués à tort comme des troubles psychiatriques. Il existe de nombreuses recherches sur la fonction du rapport Cu/Zn dans les conditions neurologiques, endocrinologiques et psychologiques,,. De nombreuses substances qui nous protègent de l'excès de cuivre remplissent des fonctions importantes dans nos systèmes neurologique et endocrinien, ce qui entraîne des difficultés de diagnostic. Lorsqu'ils sont utilisés pour lier le cuivre dans le plasma, pour l'empêcher d'être absorbé dans les tissus, leur propre fonction peut ne pas être remplie. Ces symptômes comprennent souvent des sautes d'humeur, de l'irritabilité, de la dépression, de la fatigue, de l'excitation, des difficultés de concentration et une sensation de perte de contrôle. Pour compliquer davantage le diagnostic, certains symptômes d'un excès de cuivre ressemblent à ceux d'un déficit en cuivre.
Le cuivre dans le sang et la circulation sanguine existe sous deux formes : lié à la céruloplasmine (85 à 95 %), et le reste « libre », lié de manière lâche à l'albumine et aux petites molécules. Sur le plan nutritionnel, il existe une nette différence entre le cuivre organique et inorganique, selon que l'ion cuivre est lié à un ligand organique,.

## Données sur le cancer de l'APE
L'Agence de protection de l’environnement des États-Unis n'énumère aucune preuve de l'incidence du cancer chez l'homme liée au cuivre et énumère les preuves animales liant le cuivre au cancer comme « inadéquates ». Deux études chez la souris n'ont montré aucune augmentation de l'incidence du cancer. L'un d'eux utilisait des injections régulières de composés de cuivre, dont l'oxyde cuivrique. Une étude portant sur deux souches de souris nourries avec des composés de cuivre a révélé une augmentation variable de l'incidence du sarcome des cellules du réticulum chez les mâles d'une souche, mais pas chez les autres (il y avait une incidence légèrement accrue chez les femelles des deux souches). Ces résultats n'ont pas été répétés.

## Cause

### Ustensiles de cuisine
Les ustensiles de cuisine dans lesquels le cuivre est l'élément structurel principal (par opposition au revêtement en cuivre, ou de couleur cuivre) sont parfois fabriqués sans doublure lorsqu'ils sont destinés à être utilisés pour l'une des nombreuses tâches culinaires spécifiques, telles que la préparation de conserves ou de meringues. Sinon, les ustensiles de cuisine en cuivre sont doublés d'un métal non réactif pour empêcher le contact entre les aliments acides et l'élément structurel en cuivre de l'ustensile de cuisine.
À l'exception des affections aiguës ou chroniques, l'exposition au cuivre dans la cuisine est généralement considérée comme inoffensive. Selon Paracelse, le dosage fait le poison ; en ce qui concerne le cuivre, « un mécanisme de défense a apparemment évolué en conséquence duquel la toxicité chez l'homme est très inhabituelle ».
Une exposition aiguë et la toxicité du cuivre qui en résulte sont possibles lors de la cuisson ou du stockage d'aliments très acides dans des récipients en cuivre non doublés pendant de longues périodes, ou en exposant des denrées alimentaires à des sels de cuivre réactifs (corrosion du cuivre ou vert-de-gris). De petites expositions continues (« chroniques ») d'aliments acides au cuivre peuvent également entraîner une toxicité dans les cas où les potentiels d'interaction de surface sont importants, le pH est exceptionnellement bas et concentré (dans le cas de la cuisson avec, par exemple, du vinaigre ou du vin), ou les deux, et un temps insuffisant s'écoule entre les expositions pour l'élimination homéostatique normale de l'excès de cuivre.
Des exceptions à ce qui précède peuvent être observées dans le cas de la fabrication de confitures, de gelées et de conserves, dans lesquelles des récipients en cuivre non doublés sont utilisés pour cuire (et non pour stocker) des préparations acides, en l'occurrence des fruits.

### Boisson
Le rat possède un LD50 de 30 mg/kg. Ainsi les « quantités en grammes » de sulfate de cuivre sont potentiellement mortelles chez l'homme. Le niveau de sécurité suggéré pour le cuivre dans l'eau potable pour les humains varie selon la source, mais a tendance à être fixé à 1,3. mg/l.

### Stérilet
Il existe des conditions dans lesquelles le métabolisme du cuivre chez une femme est défaillant, et l'utilisation d'un stérilet au cuivre peut entraîner un problème d'accumulation de cuivre dans l'organisme.

## Physiopathologie
Une partie importante de la toxicité du cuivre provient de sa capacité à accepter et à donner des électrons uniques lorsqu'il change d'état d'oxydation. Cela catalyse la production d'ions radicalaires très réactifs, tels que le radical hydroxyle, d'une manière similaire à la chimie de Fenton. Cette activité catalytique du cuivre est utilisée par les enzymes avec lesquelles il est associé, elle n'est donc toxique que lorsqu'elle n'est pas séquestrée et sans médiation. Cette augmentation des radicaux réactifs sans médiation est généralement appelée stress oxydatif et constitue un domaine de recherche actif dans diverses maladies où le cuivre peut jouer un rôle important mais plus subtil que dans la toxicité aiguë.
Certains des effets du vieillissement peuvent être associés à un excès de cuivre.

### Cirrhose infantile indienne
Une manifestation de la toxicité du cuivre, la cirrhose du foie chez les enfants (cirrhose infantile indienne), a été liée à l'ébullition du lait dans des ustensiles de cuisine en cuivre. Le manuel Merck indique que des études récentes suggèrent qu'un défaut génétique est associé à cette cirrhose particulière.

### Maladie de Wilson
Une maladie héréditaire appelée maladie de Wilson fait que le corps retient le cuivre, car il n'est pas excrété par le foie dans la bile. Cette maladie, si elle n'est pas traitée, peut entraîner des lésions cérébrales et hépatiques, et le tétrathiomolybdate de bis-choline est à l'étude en tant que thérapie contre la maladie de Wilson.

### Maladie d'Alzheimer
Des niveaux élevés de cuivre libre existent dans la maladie d'Alzheimer, qui a été supposée être liée à la consommation de cuivre inorganique. Le cuivre et le zinc sont connus pour se lier aux protéines bêta-amyloïdes dans la maladie d'Alzheimer. On pense que cette forme liée assure la médiation de la production d'espèces réactives de l'oxygène dans le cerveau.

## Traitement
En cas de suspicion d'empoisonnement au cuivre, la pénicillamine est le médicament de choix, et le dimercaprol, un agent chélatant les métaux lourds, est souvent administré. Il n'est pas recommandé de donner du vinaigre, car il aide à solubiliser les sels de cuivre insolubles. Les symptômes inflammatoires sont à traiter sur des principes généraux, de même que les symptômes nerveux.[réf. nécessaire]
Il existe certaines preuves que l'acide alpha-lipoïque (ALA) peut fonctionner comme un chélateur plus doux du cuivre lié aux tissus. L'acide alpha-lipoïque fait également l'objet de recherches pour chélater d'autres métaux lourds, tels que le mercure.

## La vie aquatique
Un excès de cuivre dans l'eau peut endommager les organismes marins et d'eau douce tels que les poissons et les mollusques. Les espèces de poissons varient dans leur sensibilité au cuivre, la DL50 pour une exposition de 96 h au sulfate de cuivre étant de l'ordre de 58 mg par litre pour le Tilapia (Oreochromis niloticus) et 70 mg par litre pour le poisson-chat (poisson-chat africain). L'effet chronique des concentrations sublétales de cuivre sur les poissons et autres créatures est des dommages aux branchies, au foie, aux reins et au système nerveux. Il interfère également avec l'odorat des poissons, les empêchant ainsi de choisir de bons compagnons ou de trouver leur chemin vers les zones d'accouplement.
La peinture à base de cuivre est un agent antisalissure marin courant. Aux États-Unis, la peinture à base de cuivre a remplacé le tributylétain, interdit en raison de sa toxicité, comme moyen pour les bateaux de contrôler la croissance organique sur leurs coques. En 2011, l'État de Washington est devenu le premier État américain à interdire l'utilisation de la peinture à base de cuivre pour la navigation de plaisance, bien qu'elle ne s'applique qu'aux bateaux de plaisance. La Californie a également poursuivi des initiatives visant à réduire l'effet de la lixiviation du cuivre, l'US EPA poursuivant des recherches.
Le cuivre est un élément essentiel pour les processus métaboliques des algues marines. Il est nécessaire au transport des électrons dans la photosynthèse et par divers systèmes enzymatiques. Trop de cuivre peut également affecter le phytoplancton ou les algues marines dans les écosystèmes marins et d'eau douce. Il a été démontré qu'il inhibe la photosynthèse, perturbe le transport des électrons dans le photosystème 2, réduit les concentrations de pigments, limite la croissance, réduit la reproduction, etc.. La toxicité du cuivre est largement reconnue et est utilisée pour aider à prévenir la prolifération d'algues. L'effet du cuivre dépend uniquement du cuivre libre que l'eau reçoit. Il est déterminé par la solubilité relative et la concentration des ligands de liaison au cuivre.
Des études ont montré que les concentrations de cuivre sont toxiques lorsque le phytoplancton marin est confiné dans des zones fortement impactées par les émissions anthropiques. Certaines des études ont utilisé un amphipode marin pour montrer comment le cuivre l'affecte. Cette étude précise que les juvéniles étaient 4,5 fois plus sensibles aux toxines que les adultes. Une autre étude a utilisé 7 espèces d'algues différentes. Ils ont découvert qu'une espèce était plus sensible que les autres, qui était Synechococcus, et qu'une autre espèce était plus sensible dans l'eau de mer, qui était Thalassiosira weissflogii.
Une étude a utilisé des cyanobactéries, des diatomées, des coccolithophores et des dinoflagellés. Cette étude a montré que les cyanobactéries étaient les plus sensibles, les diatomées étaient les moins sensibles, et les coccolithophores et les dinoflagellés étaient intermédiaires. Ils ont utilisé l'ion cuivre dans un système tampon et l'ont contrôlé à différents niveaux. Ils ont découvert que les taux de reproduction des cyanobactéries étaient réduits alors que d'autres algues avaient des taux de reproduction maximaux. Ils ont découvert que le cuivre peut influencer les successions saisonnières d'espèces.
Le cuivre et les alliages de cuivre tels que le laiton se sont avérés toxiques pour les bactéries par rapport à l'effet oligodynamique. Le mécanisme exact d'action est commun à d'autres métaux lourds mais est inconnu. Les virus sont moins sensibles à cet effet que les bactéries. Les applications associées incluent l'utilisation de poignées de porte en laiton dans les hôpitaux, qui se sont avérées s'auto-désinfecter après huit heures, et les désinfectants minéraux, dans lesquels le cuivre peut agir comme algicide.